# 김명수 (배우)
김명수(金明水, 1966년 10월 11일 ~ )는 대한민국의 배우이다. 1986년 연극배우로 대뷔하였다.

## 학력
- 서울예술전문대학 방송연예학과(졸업)

## 생애
신장은 180cm이고 체중은 72kg인 그는 1986년 연극배우 첫 데뷔하였고 이듬해 1987년 영화 《칸트 씨의 발표회》의 주연으로 영화배우 데뷔하였으며 1989년 MBC 문화방송 공채 19기 탤런트로 정식 데뷔하였다.
2003년 11월 14일 연극배우 이혜진과 결혼하여 슬하 3녀를 두었다.

## 출연작

### 드라마
- 1989년 MBC 8부작 월화 미니시리즈 《천사의 선택》  ... 석범의 이종 사촌 형 역
- 1990년 MBC 어린이드라마 《별난가족 별난학교》 ... 무명의 축구선수 역
- 1990년 MBC 청소년의 달 특집 드라마 《두 권의 일기》 ... 운동권 대학생 역
- 1991년 MBC 가정드라마 《무동이네 집》
- 1991년 MBC 특별기획드라마 《여명의 눈동자》 ... 종훈 역
- 1992년 MBC 청춘드라마 《우리들의 천국》 ... 정철 역
- 1992년 MBC 아침 일일연속극 《두 자매》 ... 동민 역
- 1993년 SBS 월화 미니시리즈 《우리들 뜨거운 노래》... 석호 역
- 1993년 KBS1 저녁 일일연속극 《당신이 그리워질때》 ... 지환 역
- 1993년 SBS 주말극장 《일과 사랑》...성훈 역
- 1993년 MBC 특별기획 정치드라마 《제3공화국》 ... 송철원 역
- 1995년 MBC 수목 특별기획 드라마 《숙희》 ... 강준철 역
- 1995년 KBS2 저녁 일일연속극 《내 사랑 유미》
- 1996년 MBC 월화 미니시리즈 《아이싱》 ... 윤혁 역
- 1996년 SBS 수목 특별기획 드라마 《형제의 강》 ... 영국 역
- 1997년 KBS2 월화 미니시리즈 《폭풍속으로》 ... 정우 역
- 1997년 KBS2 추석 특집 드라마 《불 붙은 난간》
- 1997년 KBS2 단막극 《KBS 드라마 스페셜 - 자매의 뜰》
- 1997년 KBS2 10부작 미니시리즈 《열애》 ... 백송민 역
- 1998년 SBS 아침 일일연속극 《겨울 지나고 봄》 ... 유진석 역
- 1998년 KBS1 TV소설 《너와 나의 노래》
- 1998년 KBS2 8부작 미니시리즈 《킬리만자로의 표범》
- 1998년 SBS 월화 특별기획 드라마 《은실이》
- 1999년 KBS1 TV소설 《누나의 거울》 ... 김태문 역
- 2000년 KBS1 대하드라마 《태조 왕건》 ... 왕규 역
- 2000년 KBS2 특별기획드라마 《소설 목민심서》
- 2000년 KBS2 수목 특별기획드라마 《천둥소리》 ... 권필 역
- 2002년 KBS2 수목 특별기획드라마 《장희빈》 ... 민진후 역
- 2002년 KBS2 추석특집극 《첨성대의 달》 ... 영찬 역
- 2003년 KBS2 추석특집극 《혼수》 ... 형주 역
- 2003년 KBS2 주말연속극 《진주 목걸이》 ... 장갑수 역
- 2004년 KBS1 대하드라마 《불멸의 이순신》 ... 와키자카 야스하루 역
- 2005년 MBC 주말 특별기획 드라마 《신돈》 ... 경천흥(경복흥) 역
- 2006년 SBS 설날특집극 《박치기왕》 ... 박준태 역
- 2006년 KBS1 대하드라마 《대조영》 ... 검모잠 역
- 2007년 KBS2 단막극 《KBS 드라마시티 - 그 남자가 그린 것》 ... 강대표 역
- 2007년 KBS2 8부작 월화 미니시리즈 《한성별곡》 ... 황 집사 역
- 2007년 SBS 대하드라마 《왕과 나》 ... 양성윤 역
- 2008년 KBS2 수목 특별기획드라마 《바람의 나라》 ... 구추 역
- 2009년 KBS2 대하드라마 《천추태후》 ... 고려 성종 역
- 2010년 KBS1 주말 특별기획 미니시리즈 《명가》 ... 김수만 역
- 2010년 KBS1 6.25전쟁 60주년 특별기획 드라마 《전우》 ... 천용택 역
- 2011년 MBC 월화 특별기획드라마 《짝패》 ... 현감 역
- 2011년 KBS1 주말 특별기획대하드라마 《광개토태왕》 ... 황회 역
- 2011년 OCN 금요 미니시리즈 《신의 퀴즈 2》 ... 브라이언 역
- 2012년 MBC 수목 특별기획 미니시리즈 《해를 품은 달》 ... 의성군 역 (특별출연)
- 2012년 MBC 주말 특별기획 《닥터 진》 ... 김대균 역
- 2012년 KBS2 수목 특별기획드라마 《각시탈》 ... 무라야마 요시오 역
- 2012년 KBS2 수목 특별기획드라마 《전우치》 ... 착호갑사 역 (특별출연)
- 2013년 MBC 주말 특별기획 드라마 《백년의 유산》 ... 엄기문 역
- 2013년 MBC 월화 특별기획드라마 《기황후》 ... 기자오 역 (특별출연)
- 2014년 KBS1 주말 특별기획 대하드라마 《정도전》 ... 고려 공민왕 역
- 2014년 KBS2 TV소설 《순금의 땅》 ... 한치수 역
- 2014년 EBS1 금요 어린이드라마 《플루토 비밀결사대》 ... 강하라 부 역
- 2014년 tvN 12부작 일요 미니시리즈 《삼총사》 ... 조선 인조 역
- 2014년 KBS2 수목 특별기획드라마 《왕의 얼굴》 ... 키노시타 요시히사 역
- 2015년 KBS2 TV소설 《그래도 푸르른 날에》 ... 장용택 역
- 2015년 SBS 1부작 특집드라마 《에이스》 ... 부장 검사 역
- 2015년 KBS2 수목 특별기획 드라마 《장사의 신 - 객주 2015》 ... 조성준 역
- 2016년 KBS1 대하드라마 《장영실》 ... 장성휘 역
- 2016년 KBS2 TV소설 《내 마음의 꽃비》 ... 박민규 역
- 2016년 MBC 월화 특별기획 드라마 《몬스터》 ... 오수연 (차정은)의 아버지 역
- 2016년 KBS2 단막극 《KBS 드라마 스페셜 - 즐거운 나의 집》 ... 윤영하 역
- 2016년 SBS 저녁 일일드라마 《사랑은 방울방울》 ... 은장호 역
- 2017년 MBC 월화 특별기획 미니시리즈 《역적 : 백성을 훔친 도적》 ... 현감 역
- 2017년 MBC 아침 일일연속극 《훈장 오순남》 ... 황봉철 역
- 2017년 MBC 수목 특별기획 《군주 - 가면의 주인》 ... 임금 역
- 2017년 SBS 토요 특별기획 드라마 《언니는 살아있다》 ... 금익현 회장 역 (특별출연)
- 2018년 SBS 드라마스페셜 《리턴》 ... 임우재 판사 역 (특별출연)
- 2018년 KBS1 저녁 일일연속극 《내일도 맑음》 ... 황동석 역
- 2018년 MBC 수목 미니시리즈 《내 뒤에 테리우스》 ... 문성수 역 (특별출연)
- 2018년 SBS 드라마스페셜 《황후의 품격》 ... 변백호 선생 역
- 2018년 SBS 6부작 월화 미니시리즈 《사의 찬미》 ... 김성규 역
- 2019년 tvN 수목 미니시리즈 《싸이코패스 다이어리》 ... 심보경의 아버지 역
- 2019년 MBC 수목 특별기획 드라마 《신입사관 구해령》 (특별출연)
- 2019년 KBS2 저녁 일일연속극 《우아한 모녀》 ... 구재명 역
- 2019년 JTBC 다큐멘터리 드라마 《평화전쟁 1019》 ... 나레이션
- 2020년 TV조선 토일드라마 《바람과 구름과 비》 ... 최경 역
- 2020년 KBS2 단막극 《KBS 드라마 스페셜 - 모단걸》 ... 교장 역
- 2020년 KBS2 월화 미니시리즈 《암행어사: 조선비밀수사단》 ... 김명세 역
- 2021년 SBS 금요 미니시리즈 《펜트하우스 3 》 ... 변호사 역 (특별출연)
- 2021년 KBS1 대하드라마 《태종 이방원》 … 정종 이방과 역
- 2022년 tvN 12부작 주말 미니시리즈 《작은 아씨들》 … 최희재 역
- 2023년 KBS2 월화 미니시리즈 《오아시스》 ... 이중호 역
- 2023년 TV조선 주말 미니시리즈 《나의 해피엔드》 ... 권영익 역
- 2024년 SBS 금토 미니시리즈 《재벌X형사》 ... 최정훈 역
- 2024년 ~ 2025년 MBC 저녁 일일연속극 《친절한 선주씨》 ... 진중배 역

### 영화
- 1992년 영화 《숲속의 방》 ... 재영 역
- 1993년 영화 《비 오는 날 수채화 2》
- 1995년 영화 《무소의 뿔처럼 혼자서 가라》 ... 대학 선배 역
- 2000년 영화 《공동경비구역 JSA》 ... 최만수 상위 역 (우정출연)
- 2000년 영화 《배니싱 트윈》 ... 진호 역
- 2001년 영화 《휴머니스트》 ... 거지 역
- 2003년 영화 《거울 속으로》 ... 최상기 역
- 2005년 영화 《극장전》 ... 소년의 아는 아저씨 / 선배 감독 역
- 2008년 영화 《유쾌한 도우미》 ... 신부 역
- 2008년 영화 《원스 어폰 어 타임》 ... 학자 역 (특별출연)
- 2008년 영화 《신기전》 ... 꺄오륭 역
- 2014년 영화 《신의 한수》 ... 송태석 형 역
- 2017년 영화 《은하》 ... 교도소장 역
- 2017년 영화 《대립군》 ... 가토 역 (특별출연)
- 2018년 영화 《풀잎들》 ... 재명 역
- 2021년 영화 《전야》 ... 쿠로야마 역

### 텔레비전 프로그램
- 1994년 7월 8일 KBS2 《퀴즈탐험 신비의 세계》

### 기타
- 1987년 김완선 - 나홀로 뜰앞에서 뮤직비디오 남자 역.
- 2016년 KBS 《KBS 스페셜 - 지하 옥탑 고시원 청년의 방》 ... 내레이션

## 수상
| 연도 | 시상식            | 부문        | 작품                | 결과 |
| ---- | ----------------- | ----------- | ------------------- | ---- |
| 1993 | 제14회 청룡영화상 | 신인남우상  | 비 오는 날 수채화 2 | 수상 |
| 2023 | KBS 연기대상      | 남자 조연상 | 오아시스            | 수상 |